# ヤシ
ヤシ（椰子）は、単子葉植物ヤシ目ヤシ科に属する植物の総称である。熱帯地方を中心に亜熱帯から温帯にかけて広く分布する植物で、独特の樹型で知られている。実用価値の高いものが多い。ヤシ科は英語でパルマエ (Palmae) といい、ラテン語のpalma（掌、シュロ）の複数形に由来する。基準属Arecaに基づくArecaceaeも科名として用いられる。

## 特徴
ヤシは、単子葉植物ヤシ科に属する植物を広く指して言う呼称である。単子葉植物としては珍しく木本であり、多くは幹は木質化して太くなるか、つる状となり、一部の種では小型で草質の茎をもつものもある。高木で大きいものでは30 mになるが、低木のものや茎が立ち上がらないもの、草本並みの大きさのものもある。茎全体に横縞や菱形などの葉痕がよく見られ、直径は一定であるものが多く、しばしば見られる不規則性やくびれは、成長過程における気候変化などの影響に起因する。
葉はふつう常緑で互生し大型のものが多く、羽状複葉か掌状、あるいは扇状に裂けており、小葉はしばしば山型あるいは谷型に折りたたまれている。基部は茎を抱き、鞘が茎を包んだり、繊維を茎にまといつかせる。茎に沿って多数の葉を並べるものもあるが、茎の頂部に輪生状に葉が集まるものが多く、ソテツ類に似た独特の樹型を見せる。樹皮は、他の木とは異なるpseudobarkと呼ばれるものである。また、木の成長は一次成長で幹の太さが決まり、それ以上は直径が大きくなることがなく上に伸びていく、他の木が持つようなコルク形成層を持たず横方向への成長がないことから傷に弱い。
両性、または単性で雌雄異株。花はふつう小型で、穂になって生じる。花序の基部には大型の鞘状の総包があり、多くは円錐状である。花びら（花被片）は6個あり、小さく目立たず、雄しべが6個ある。子房は上位につく。果実は液果または核果で、大型になるものがある。なかでも種子の重さが25–30 ㎏にもなるオオミヤシ（フタゴヤシ）は、植物界最大のものとして知られており、成熟するまでに8–10年かかる。
熱帯地方を中心に253属、約3333種がある。日本にもシュロなど6属6種が自生する。観葉植物としての栽培が多く、見かける種数は多い。
生育環境は日陰にも耐えるが、日当たりの良いところを好み、単幹性の種類は日光が当たる方向へと生長していく。多くの種は約20–25℃前後の環境下で生育するが、耐寒性は種類によってかなり差があり、カンノンチク属などの一部の種は0℃以上で越冬できる。栽培されているヤシは美観を保つため、下部から葉が枯れてきたものは葉柄の基部から切り取られ手入れされる。
- Cryosophila guagara（英語版）の根と根針
- エクアドルで撮影されたヤシ科の根と根針
- 伐採されたヤシ。年輪はできない。
- ダイオウヤシ（英語版）の幹とクラウンシャフトと呼ばれる葉鞘の境目。

### 大型になる点に関して
ヤシ科植物の葉は大きくてしっかりしているのが普通で、芽の中では葉身が折りたたまれており、展開するに従ってあらかじめ決まった位置で裂けて複葉となる。単葉のものもあるが、その場合でも葉の縁には裂けるべき位置に短い切れ込みがあるのが普通である。裂け方としては掌状、羽状、2回羽状があり、また小葉の折れ方にもV字、Λ字などがある。顕花植物でその葉が折れ目に従って裂ける性質を持つのはヤシ科以外ではパナマソウ科の多くとキンバイザサ属のごく一部のものがあるに過ぎない。
またヤシ科の葉には大きいものが多く、ニッパヤシでは13～15mにも達するが、これに並ぶ大きさの葉を持つ種はヤシ科には少なくない。更にヤシは木質化して巨大化するが、その茎には形成層はなく、つまり肥大成長しない。ヤシ科の苗は地表で生長する間はあまり背丈を伸ばさず、地下の茎が十分に太くなって後に地上の茎を伸ばして葉を展開する。葉の大きさも茎が太くなるにつれて大きくなる。ヤシは分枝するものが少なく、あっても葉腋から出る側芽に由来するものではなく頂端の成長組織が分裂する、といった形を取る。ヤシの樹形は「単子葉植物なのに木本化して、枝を出す代わりに葉を巨大化するという方向に進化」したという見方もある。

## 利用
熱帯地域では資源植物として重要であり、古来より多くの種がさまざまな方法で利用されている。最も有名なのはココヤシで、ヤシ油をとって食用や石鹸に利用したり、果実の中心にある透明な液を飲料としたりする。また、アブラヤシの実からはパーム油を採取したり、そのほかの種でも食用、デンプンや砂糖の採取、タバコ代わりの嗜好品、条虫駆除薬、繊維利用、屋根葺きの材料など利用法は多岐にわたる。また、ヤシ科植物は鑑賞用の植物としてなくてはならないものとなっていて、庭園樹や室内観葉植物として利用されているものもたくさんある。

### 食用など
多くの種の果実が食されている。また、アブラヤシ属等の果実からは、食用油・工業油も採れる。
ココヤシやアサイーなどの新芽は、ハート・オブ・パーム（ヤシの芽、パルミート、パルミット）と呼ばれ、野菜としてサラダなどに利用される。ナツメヤシ、ココヤシ、サゴヤシなどの樹液を煮詰めると、パームシュガー（ヤシ糖）ができる。また、樹液を醗酵させて酒を作ることもできる。
- オウギヤシ（パルミラヤシ、ウチワヤシ）は「砂糖ヤシ」とも呼ばれ、果実の内側のゼリー状部分を生食やシロップ漬け、砂糖煮や缶詰などにする。また、花穂を切り落とした後に竹筒を挿し込み集めた花序液はそのままヤシジュースとして飲用する他、煮詰めて砂糖（パームシュガー）を生成する[1]、花序液を醗酵させて作る椰子酒（パルミラヤシワイン）やビールや蒸留酒、酢などの原料に利用する。
- ココヤシの果実内部に溜まった水（液状胚乳）は飲用になる他[1]、ナタ・デ・ココの原料となる。固形胚乳の層はココナッツとして食用にする。水分とともに砕いて乳液状にしたものはココナッツミルクと呼ばれる。乾燥させた固形胚乳（コプラ）からはヤシ油（ココナッツオイル）が抽出される。
- ナツメヤシは、果実（デーツ）を食用とするほか[4]、ドライフルーツやジュース、蒸留酒の原料としてさまざまに利用される。日本で市販されているウスターソース類には、デーツを原材料の一つとして使用する商品がある。
- アサイーの果実はジュースやスムージーとして利用される。
- サラクの果実は生食される他、砂糖煮などに加工される。
- チョンタドゥーロの果実は砂糖煮にする他、実野菜として茹でたり、スープ、キャセロール料理に用いられる。
- サゴヤシは幹の髄にでんぷんを貯蔵しており、これを採って食料として利用される[4]。パプアニューギニアのサクサクはその一例である。
- アブラヤシ属、特にギニアアブラヤシは、果実から取れるパーム油やパーム核油を工業原料、食用として用いる[1]。
- ババスの種子からはババスオイルがとれる。
- ロウヤシからは食品添加物のカルナウバワックスが採取される。

### 園芸

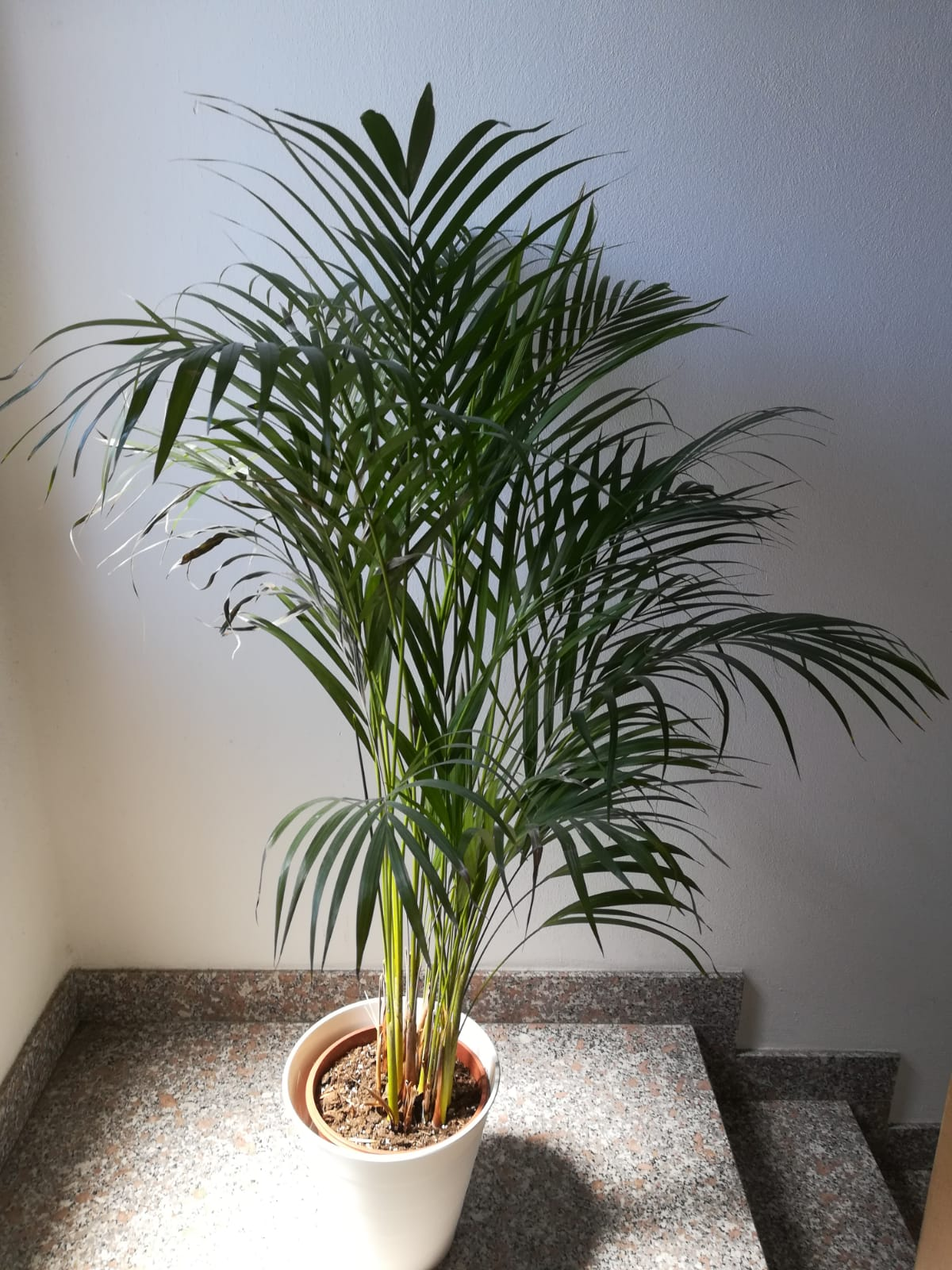
観葉植物として仕立てられたヤシ

- ヤシの独特の樹型は熱帯的で、温暖な地方では街路樹として用いられる。本州南岸以南では、カナリーヤシ（フェニックス）・シンノウヤシ・ワシントンヤシ（ワシントニアパーム）がよく街路樹として用いられ、特に観光地では南国ムードを高めるために頻繁に使用される。
- トウジュロやワシントンヤシモドキは、戸外で庭園樹などに利用されている[4]。
- 小型種ではチャメドレア属などが観葉植物として室内で栽培されるものが多い。カンノンチク、シュロチクは古典園芸植物として、江戸時代から様々な品種が栽培された。大正・昭和期には投機の対象となり、何度かブームを起こしている。

### 薬用など
- ビンロウ（ビンロウジュ）は、果実を染料として利用するほか、コショウ科のキンマの葉に包んでから口の中で噛む習慣があり、タバコに代わる嗜好品とする[1]。生薬の檳榔子（ビンロウジ）は熟した種子を乾燥したもので、条虫駆除薬として用いられており[1]、中華人民共和国湖南省では、煮て甘草などで味付けし、虫下しの効果がある嗜好品としている。
- ノコギリパルメット（ソー・パルメット）の果実はインディアンが強壮作用のある食料として用いていたが、エキスには前立腺肥大の抑制作用があることが知られている。
- キリンケツヤシ（Daemonorops draco）の実を加工したものを麒麟竭（きりんけつ）といい、漢方薬に用いるほか、民間薬としては外用にも用いるという。

### 建材、工芸材料など
- 大きくなるものは、幹が建材等に利用される。また、ココヤシ、ニッパヤシなどの大型種の葉は、屋根を葺くのにも使われる[4]。そのほか、傘や帽子、団扇などに直接加工することも広く行われる。
- ラフィアヤシなど葉の丈夫な種では、引き裂いてひもや繊維とすることも行われる。シュロなどでは、葉の基部から生じる繊維状の毛を縄、ほうきなどの材料とする。
- ココヤシなどの果実の殻は調理器具などに加工される。
- つる性のトウ（籐）は籐細工として家具などにされる。
- オウギヤシ、タリポットヤシの葉は東南アジアや南アジアで仏教の写経をする際の紙代わりとして使われてきた歴史がある。また、仏教やヒンドゥー教、時にはイスラム王朝をテーマとした細密画が描かれることもあり、土産品としても流通している。貝多羅葉、略して貝葉と呼ばれる。
- ゾウゲヤシ（Phytelephas）の胚乳は非常に硬く、磨くと象牙に似ているためスーツのボタン等の装身具に用いられる。

### 木炭
- ココヤシなどの果実の殻を、水蒸気で賦活し、椰子殻（やしがら）活性炭が作られ、脱臭、タバコのタール等の除去、浄水、金の吸着分離などに用いられる。また、椰子殻を原料とした木炭であるヤシガラ炭は東南アジア全般で広く製造されている。ヤシ殻の丸まった形では燃料として扱いにくいため、木炭化したものを粉砕し、タピオカ澱粉などで固めてオガ炭のような薪状に成形されて販売されている。

### 街路樹など

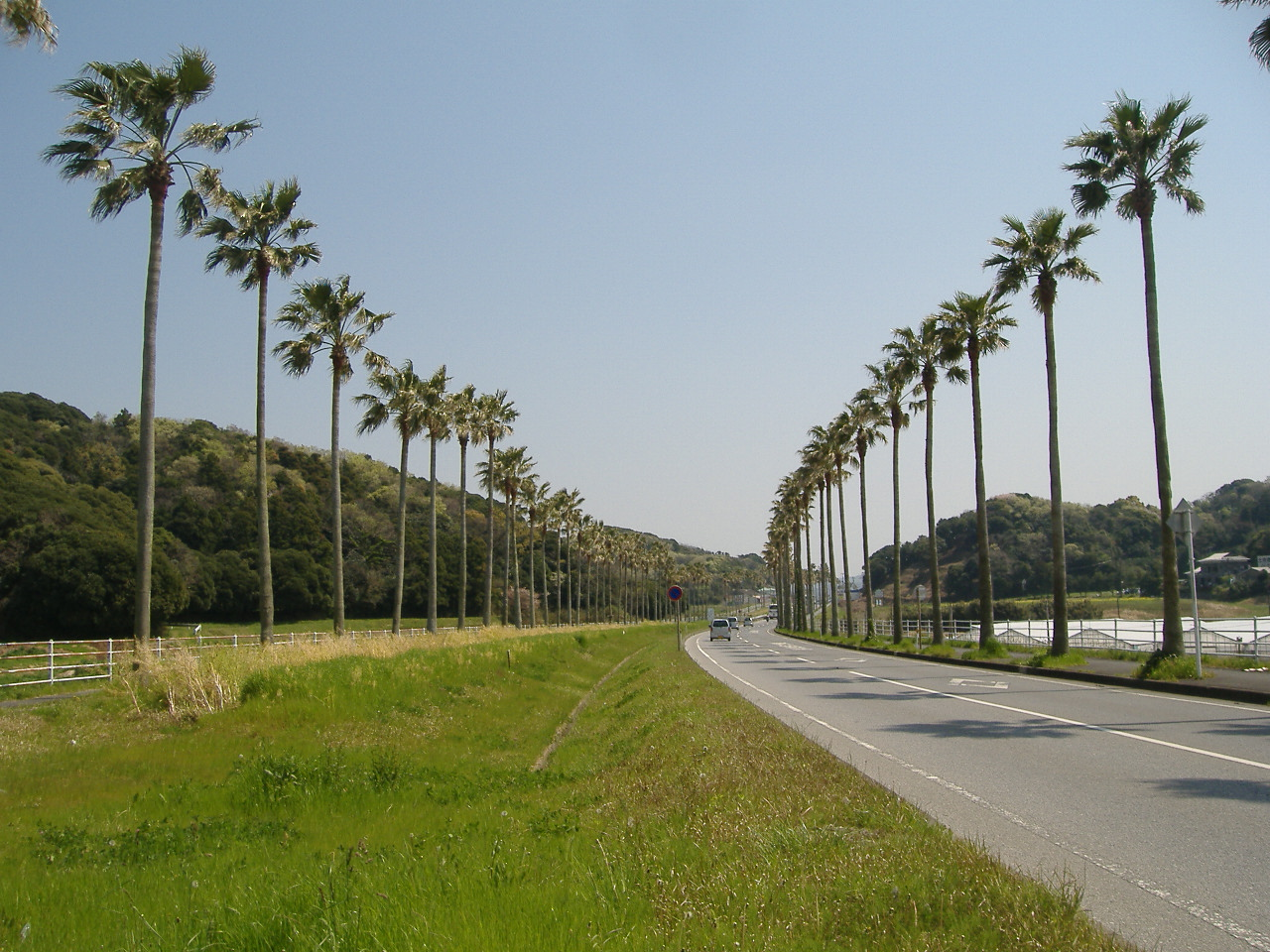
街路樹として植栽されているヤシ（千葉県館山バイパス）

- 1960年代、日本では新婚旅行ブームが起こり、宮崎県に多くのカップルが訪れたことから、地元の実業家が南国ムードを醸し出そうと道路沿いなどにヤシを植え始めた。これが徐々に広がりを見せ、高知県や山口県などの一部地域では街路樹としても植えられるようになった。2010年代においては、樹高が高くなってきたことから各地で伐採や植え替えが進められている[10]。

### その他
- ヤシの実を穿孔して土笛のようにし、楽器とされている。一例として兵庫県神戸市玉津田中遺跡から弥生時代のものが出土している。
- キリンケツヤシから採った麒麟竭（上述）は赤い色をしており、各種塗料や紙の着色などに用いる。
- 日本においては、「台湾季語」として水牛と並んで特に人気の高い題材であったが、「椰子の花」は台湾では春をイメージさせるものであったのに対して[11]、島崎藤村が「名も知らぬ遠き島より流れよる椰子の実一つ 故郷の岸を離れて汝（なれ）はそも波に幾月」と詠んだように晩夏の季語のように使われることが多かった[12]。

## 分類・系統的位置づけ
ヤシ科はほとんどの分類体系で、単独でヤシ目を構成する。分類の難しい科で、研究者により種や属の捉え方に差があり、150属1500種から236属3400種と幅がある。
新エングラー体系は、ヤシ科が単子葉植物の中で最初に分岐したという説から、ヤシ科が（単独で）属する目を Principes （直訳すると「第一」）と名づけた。
しかしAPGでは、ヤシ目より先にショウブ目、オモダカ目、キジカクシ目、ヤマノイモ目、ユリ目、タコノキ目が分岐しており、ヤシ目は進化した単子葉類であるツユクサ類に含まれる。また2016年に公表されたAPG IVではそれまで所属目が設定されていなかったダシポゴン科がヤシ科の姉妹群としてヤシ目に置かれた。

## 分類

### 亜科・連[14]
ヤシ科は5亜科に分かれ、それぞれがいくつかの連に分かれる。連によっては数十の属が属する。
- アレカヤシ亜科 Arecoideae
  - アレカ連 Areceae - ユスラヤシ Archontophoenix alexandrae、ババス Attalea speciosa、ノヤシ Clinostigma savoryanum、アレカヤシ Dypsis lutescens、シダレコブダネヤシ(ニボシヤシ) Oncosperma tigillarium、ヤエヤマヤシ Satakentia liukiuensis など
  - ココヤシ連 Cocoeae - ココヤシ Cocos nucifera、アブラヤシ Elaeis、チョンタドゥーロ Bactris gasipaes など
  - Euterpeae - アサイー Euterpe oleracea など
  - Geonomeae
  - Hyophorbeae - チャメドレア属 Chamaedorea など
  - Iriarteeae - Socratea exorrhiza など
  - Leopoldinieae - Leopoldinia pulchra のみ
  - Manicarieae - Manicaria saccifera のみ
  - Oranieae - Orania のみ
  - Pelagodoxeae
  - Podococceae - Podococcus barteri のみ
  - Reinhardtieae - Reinhardtia のみ
  - Roystoneeae - Roystonea のみ
  - Sclerospermea - Sclerosperma mannii のみ
- ケロクシロン亜科 Ceroxyloideae
  - Cyclospatheae - Pseudophoenix のみ
  - Ceroxyleae
  - Phytelepheae - 独立亜科 Phytelephantoideae とする説もある[15]。
- コウリバヤシ亜科 Coryphoideae
  - パルミラヤシ連 Borasseae - オウギヤシ Borassus flabellifer など
  - Caryoteae - クロツグ Arenga engleri など
  - Chuniophoeniceae
  - コウリバヤシ連 Corypheae - コウリバヤシ属 Coryphaのみ、コウリバヤシ Corypha umbraculiferaなど
  - Cryosophileae - イタヤItaya amicorum など
  - Livistoneae - ビロウ Livistona chinensis、カンノンチク Rhapis excelsa、シュロ Trachycarpus fortunei、ワシントンヤシ Washingtonia filifera など
  - ナツメヤシ連 Phoeniceae - ナツメヤシ属 Phoenix のみ、ナツメヤシ Phoenix dactylifera、カナリーヤシ Phoenix canariensis、シンノウヤシ Phoenix roebeleniiなど
  - サバル連 Sabaleae - サバル属 Sabal のみ
  - Trachycarpeae - ノコギリパルメット Serenoa repens など
- トウ亜科 Calamoideae
  - トウ連 Calameae - サゴヤシ Metroxylon sagu、サラク Salacca zalacca、ラフィアヤシ属Raphiaなど
  - Eugeissoneae - Eugeissona のみ
  - Lepidocaryeae
- ニッパヤシ亜科 Nypoideae - ニッパヤシ Nypa fruticans のみ

### 主な種

#### 日本産
日本国内には以下のような種を産する。
- カンノンチク属 Rhapis
  - カンノンチク Rhapis excelsa（まれに逸出・古典園芸植物）
  - シュロチク Rhapis humilis（まれに逸出・古典園芸植物）
- クロツグ属 Arenga
  - クロツグ Arenga engleri（南西諸島・茎は高く伸びず、葉は5mまで）
  - コミノクロツグ （八重山諸島）
- シュロ属 Trachycarpus
  - シュロ Trachycarpus fortunei（逸出・縄などの材料）
- ニッパヤシ属 Nypha（一属一種）
  - ニッパヤシ Nypha fruticans（八重山以南・マングローブに）
- ビロウ属 Livistona
  - ビロウ Livistona chinensis ver. subglobosa - シナビロウの変種[16]。
  - オガサワラビロウ Livistona chinensis ver. boninensis - シナビロウの変種[16]。
- マガクチヤシ属 Clinostigma
  - ノヤシ Clinostigma savoryanum（小笠原）
- ヤエヤマヤシ属 Satakentia
  - ヤエヤマヤシ Satakentia liukiuensis（八重山特産）

#### 外国産
- アッタレア属 Attalea
  - ババス Attalea speciosa
- アブラヤシ属 Elaeis（一属二種）
  - ギニアアブラヤシ Elaeis guineensis
  - アメリカアブラヤシ Elaeis oleifera
- イタヤ Itaya
  - イタヤ Itaya amicorum
- ウチワヤシ属 Licuala - 東南アジアからオーストラリアにかけて100種以上が分布する。属名のリクアラは、モルッカ諸島での俗称に由来する[16]。
  - マルハウチワヤシ Licuala grandis H.
- エウテルペ属 Euterpe
  - アサイー Euterpe oleracea
- カンノンチク属 Rhapis - 中国南部から東南アジアに約12種が分布する。属名は、小葉の先端が尖るところから、ギリシア語のrhapis（針）に由来する[16]。
  - カンノンチク Rhapis excelsa
  - シュロチク Rhapis humilis
- クジャクヤシ属 Caryota - 熱帯アジアからオーストラリアにかけて約20種が分布。属名は、果実の形からギリシア語のkaryon（堅果）または、karyotos（クルミの様な）を由来とする[4]。
  - コモチクジャクヤシ Caryota mitis
- クロツグ属 Arenga
  - サトウヤシ Arenga pinnata
- ケンチャヤシ属 Howea - オーストラリア東岸のロード・ハウ島原産で、2種が分布する[9]。
  - ケンチャヤシ Howea belmoreana
  - ヒロハケンチャヤシ Howea forsteriana
- コウリバヤシ属 Corypha
  - コウリバヤシ Corypha umbraculifera
- ココヤシ属 Cocos - 1属1種からなる単型属で、原産地は不明であるが太平洋諸島と推測されている[9]。属名は、果実が猿の顔に似ることからポルトガル語のcoco（サル）に由来する[4]。
  - ココヤシ Cocos nucifera
- サバル属 Sabal
- サラカヤシ属 Salacca
  - サラク Salacca zalacca
- シュロ属 Trachycarpus
- ショウジョウヤシ属 Cyrtostachys - マレー半島、スマトラ、ボルネオ、ニューギニア、モルッカ諸島の約12種が分布する。属名は、肉穂花序が湾曲しているところから、ギリシア語のkyrtos（曲がった）とstachys（穂）の2語の組み合わせからなる[9]。
  - ヒメショウジョウヤシ Cyrtostachys lakka
- タケヤシ属（クリサリドカルプス属） Chrysalidocarpus - マダガスカル、コモド島、ペンバ島に約20種が分布する。属名は、金色の果実を意味するギリシア語のchrysallidos（金色の）とkarpos（果実）の2語の組み合わせからなる[4]。
  - アレカヤシ（ヤマドリヤシ） Dypsis lutescens
- テーブルヤシ属（カマエドレア/チャメドレア属） Chamaedorea - メキシコから中央・南アメリカに100種以上が分布する。属名は、手を伸ばせば果実が容易に得られる高さであることから、ギリシア語のchamai（矮小の）とdorea（贈り物）の組み合わせからなる[4]。
  - カマエドレア・ザイフリッツィー Chamaedorea seifrizii
  - カマエドレア・ミクロスパディクス Chamaedorea microspadix
  - キレバテーブルヤシ Chamaedorea erumpens
  - テーブルヤシ Chamaedorea elegans
  - ヒメテーブルヤシ Chamaedorea tenella
- トウ属 Calamus
- ナツメヤシ属 （フェニックス属）Phoenix - 熱帯・亜熱帯のアフリカ・アジアに約17種が分布。自然交雑しやすく、変異がたくさんある。フェニックスの名の由来は諸説あるが、一説にはナツメヤシに対する古代ギリシア名とされる[16]。
  - カナリーヤシ Phoenix canariensis
  - ナツメヤシ Phoenix dactylifera
  - シンノウヤシ Phoenix roebelenii
- ノコギリパルメット属 Serenoa（一属一種）
  - ノコギリパルメット Serenoa repens
- バクトリス属 Bactris
  - チョンタドゥーロ Bactris gasipaes
- パルミラヤシ属 Borassus
  - オウギヤシ Borassus flabellifer
- ヒオフォルベ属 Hyophorbe - マダガスカル島東方のマスカリーン諸島に5種が分布する。属名は、果実を野生ブタが食べることから、ギリシア語のhys（ブタ）とphorbe（食物）の2語からなる[9]。
  - トックリヤシ Hyophorbe lagenicaulis
  - トックリヤシモドキ Hyophorbe verschaffeltii
- ビロウ属 Livistona - 熱帯アジアからオーストラリアにかけて、20–30種が分布する。属名は、スコットランドの男爵であるリビングストン (? - 1671年) を記念して名付けられたものである[16]。
  - シナビロウ Livistona chinensis
  - セイタカビロウ Livistona rotundifolia
- ビンロウ属（ビンロウジュ/アレカ属） Areca - インド、スリランカ、フィリピン諸島、ソロモン諸島に約50種が分布する。属名は、インド西南部の海岸地方の俗称areecに由来する[4]。
  - カブダチビンロウジュ Areca triandra
  - ビンロウ（ビンロウジュ） Areca catechu
- ミクロコエルム属 Microcoelum - ブラジル南東部に2種が分布する。属名は、果実の胚乳のときに見られる空洞から、ギリシア語のmikros（小さい）とkoilos（うつろになった）の2語からなる[16]。
  - ブラジルヒメヤシ Microcoelum weddellianum
- メトロキシロン属 Metroxylon
  - サゴヤシ Metroxylon sagu
- ユスラヤシ属 Archontophoenix
  - ユスラヤシ Archontophoenix alexandrae
- ラフィアヤシ属 Rhaphia
- ロウヤシ属 Copernicia
  - ブラジルロウヤシ Copernicia prunifera
- ワシントンヤシ属 Washingtonia
  - ワシントンヤシ Washingtonia filifera
  - ワシントンヤシモドキ Washingtonia robusta

他にも、有名なものが多々ある。